# 5つの前奏曲 (ヴィラ＝ロボス)
5つの前奏曲は、ブラジルの作曲家、エイトル・ヴィラ＝ロボスが1940年に作曲したギターのための5つの作品である。

## 概要
作品は1940年に作曲され、出版はマックス・エシック社より1952年に出版された。当初は6曲書かれていたがそのうちの1曲は紛失している。また紛失した6曲目についてヴィラ＝ロボスは「6つ目の前奏曲が最良の出来であった。」と述べている。
作品はヴィラ＝ロボスの愛人アルミンダ・ネヴェス・ダウメイダに献呈された。
1942年12月11日、モンテビデオでアベル・カルレバーロによって初演された。

## 楽曲構成

### 前奏曲第1番
この作品は「Melodia lírica（叙情的な旋律）」という副題がついており、調性はホ短調、テンポ指示は「Andantino espressivo」と書かれている。

### 前奏曲第2番
この作品は「Melodia capadócia（カパドシアの旋律）」という副題がついており、調性はホ長調、テンポ指示は「Andantino」と書かれている。典型的なショーロの進行で書かれている。

### 前奏曲第3番
この作品は「Homenagem a Bach（バッハへのオマージュ）」という副題がついており、調性はイ短調、テンポ指示は「Andante」と書かれている。

### 前奏曲第4番
この作品は「Homenagem ao índio brasileiro（ブラジルのインディアンへのオマージュ）」という副題がついており、調性はホ短調、テンポ指示は「Lento」と書かれている。

### 前奏曲第5番
この作品は「Homenagem à vida social（社会生活へのオマージュ）」という副題がついており、調性はニ長調、テンポ指示は「Poco animato」と記されている。6/4拍子で書かれたこの前奏曲は、往時のリオ・デ・ジャネイロの上流階級が踊ったワルツを思わせるものである。